# Bradysia mecocteniuni
Bradysia mecocteniuni är en tvåvingeart som beskrevs av Zhang 1991. Bradysia mecocteniuni ingår i släktet Bradysia och familjen sorgmyggor.
Artens utbredningsområde är Nei Mongol (Kina). Inga underarter finns listade i Catalogue of Life.